# Sagani
Sagani ist ein Legespiel des Spieleautors Uwe Rosenberg, das 2020 bei dem Spieleverlag Skellig Games  erschien. Bei dem Spiel handelt es sich um ein weitgehend abstraktes Legespiel, bei dem die Mitspieler über die Kombination von farbigen Legeplättchen möglichst viele vorgegebene Verbindungen erfüllen müssen.

## Hintergrund und Spielmaterial
Sagani ist ein Legespiel, bei dem die Spieler versuchen, durch die geschickte Wahl und Auslage von Legeplättchen möglichst viele der auf diesen vorgegebene Verbindungen zu erfüllen und damit Punkte zu generieren. Dabei müssen sie zudem darauf achten, die ihnen zur Verfügung stehende Anzahl von Klangscheiben nicht zu überschreiten. Wer die meisten Punkte bekommt, gewinnt das Spiel. Die Legeplättchen sind dabei Naturgeistern der vier Elemente zugeordnet, unter denen eine möglichst große Harmonie hergestellt werden soll. Der Name „Sagani“ leitet sich dabei von der Bezeichnung ab, die der Schweizer Arzt und Naturphilosoph Paracelsus den Naturgeistern in seinem Werk De Meteoris gegeben hat. Wie bereits Nova Luna baut auch Sagani auf dem Spiel Habitats des niederländischen Spieleautors Corné van Moorsel auf, das von Uwe Rosenberg modifiziert wurde.
Das Spielmaterial besteht neben der Spielanleitung aus 72 Naturgeistplättchen in vier Farben, 96 Klang- und 10 Mißklangscheiben sowie einem Startspielermarker.

## Spielregeln

### Spielvorbereitung
Zu Beginn des Spiels wählt jeder Spieler eine Spielerfarbe aus und nimmt sich die entsprechenden Klangscheiben und den Spielermarker. Die Missklangscheiben werden als allgemeinen Vorrat an die Seite gelegt. Den Spielermarker platzieren alle Spieler auf dem Feld 0 der Harmonieleiste auf dem Spielplan. Alle Naturgeistplättchen werden auf die Rückseite, gemischt und als verdeckter Nachziehstapel abgelegt. Fünf Plättchen werden aufgedeckt und bilden die aktuelle Auslage. Danach wird ein Startspieler ausgewählt, der den Startspielermarker erhält und das Spiel beginnt.

### Spielweise
Die wesentlichen Elemente des Spiels sind die Naturgeistplättchen, die den vier Elementen Feuer, Wasser, Erde und Luft zugeordnet sind. Sie haben eine Vorderseite mit einem bis vier 4 Pfeile, die auf unterschiedliche Positionen in der Auslage zeigen und ebenfalls durch die Farbgebung einem Element zugeordnet sind. Die Rückseite gibt dem Punktewert des Plättchens an, der abhängig von der Anzahl der Pfeile auf der Vorderseite ist.
Der Startspieler beginnt das Spiel, danach spielen die Mitspieler im Uhrzeigersinn und machen jeweils ihren Zug. Jeder Spieler bildet dabei vor sich eine eigene Auslage. Der jeweils aktive Spieler nimmt ein Plättchen aus dem Angebot und platziert es mit der Vorderseite nach oben in seiner Auslage. Ab dem zweiten Plättchen müssen diese so abgelegt werden, dass sie horizontal oder vertikal an mindestens ein bereits ausliegendes Plättchen angrenzen. Dabei darf es beliebig gedreht werden, um die Pfeile auf dem Plättchen auszurichten. Wenn nur noch ein Plättchen angeboten wird, darf der aktive Spieler entscheiden, ob er dieses Plättchen bei sich anlegt oder es stattdessen an ein Intermezzo-Ablagefeld am Spielplan ablegt und dafür das oberste verdeckte Plättchen vom Nachziehstapel in seiner Auslage anlegt. Das Angebot wird erst neu aufgefüllt, wenn das letzte Plättchen genommen wurde. Wenn zum Ende eines Zuges vier Plättchen auf dem Intermezzo-Ablagefeld liegen, kommt es zum Intermezzo, bei dem sich jeder Spieler eines der Plättchen aussuchen und in seiner Auslage platzieren darf. Überzählige Plättchen werden danach entfernt und das Angebot wird danach neu aufgefüllt.
Immer, wenn ein neues Plättchen platziert wurde, werden darauf so viele eigene Klangscheiben gestapelt, wie Pfeile abgebildet sind. Reichen die eigenen Scheiben nicht aus und bekommt der Spieler in dieser Runde keine Scheiben von erfüllten Plättchen zurück, muss er die fehlenden Scheiben mit Missklangscheiben auffüllen, die Minuspunkte einbringen. Missklangscheiben können dann später ohne weitere Minuspunkte wie eigene Scheiben genutzt werden. Sobald das Plättchen mit den Klangscheiben platziert ist, werden alle Pfeile auf den ausliegenden Plättchen mit Scheiben abgedeckt, die auf ein anderes Plättchen zeigen, welches der geforderten Farbe entspricht. Die neu ausgelegten Plättchen dienen sowohl als Start wie auch als Ziel für bereits gelegte Plättchen. Die Entfernung, in der die Bedingung erfüllt wird, ist dabei nicht ausschlaggebend, und es dürfen auch Lücken zwischen dem Start- und dem Zielplättchen vorhanden sein. Wir der letzte Pfeil eines Plättchens verdeckt, werden alle Scheiben von den Pfeilen genommen und kommen zurück in den Spielervorrat. Das Plättchen wird umgedreht und ist nun die aufgedruckte Punktezahl wert und der Spielermarker wird entsprechend vorgerückt.

### Spielende und Wertung
Sobald einer der Mitspieler in seinem Zug abhängig von der Spielerzahl 75, 60 oder 45 Punkte erreicht oder überschritten hat, wird die letzte Runde gestartet. Diese wird gespielt, bis der rechte Nachbar des Startspielers einen Spielzug durchgeführt hat. Gewinner ist der Spieler mit den meisten Punkten auf der Harmonieleiste.

## Ausgaben und Rezeption
Sagani baut auf dem Spiel Habitats des niederländischen Spieleautors Corné van Moorsel auf, das von Uwe Rosenberg modifiziert und ergänzt wurde. Es erschien 2020 bei dem deutschen Verlag Skellig Games in einer deutschsprachigen Version. 2021 wurde es zudem auf Englisch (Eagle-Gryphon Games), Französisch (Funforge), Italienisch (Giochix.it), Japanisch (Hobby Japan) und Koreanisch (Popcorn Games) veröffentlicht.
Das Spiel wurde in Rezensionen im Allgemeinen positiv bewertet, wobei in der Regel ein direkter Vergleich mit Nova Luna erfolgt. So bekam das Spiel bei spieletest.at acht von 10 möglichen Punkten, wobei vor allem „die Nutzung der Klangscheiben und die Abdeckung der erfüllten Pfeile“ als „sehr elegant“ herausgestellt wird. Auf brettspiele-magazin.de wurde es mit 79,2 % von 100 % bewertet und das Spielthema als harmonischer als beim Vergleichsspiel. In beiden Fällen wird betont, dass sich die Spiele sehr ähneln und es nicht notwendig sei, beide zu besitzen. Auf brettspielbox.de wird Sagani sogar als „Nova Luna light“ bezeichnet. In der Spieledatenbank BoardGameGeek wurde es im Oktober 2022 mit 7,2 von 10 Punkten bewertet, wobei bis zu diesem Zeitpunkt mehr als 1200 Wertungen abgegeben wurden.
Eine digitale Version des Spiels Sagani wird auf yucata.de angeboten.

## Belege
1. 1 2 3 4 5 6 7 8 9  Offizielle Spielregeln für Sagani, Skellig Games 2020.
2. ↑  Versionen von Sagani in der Spieledatenbank BoardGameGeek (englisch); abgerufen am 19. Oktober 2022
3. ↑  Sagani, Rezension auf spieletest.at; abgerufen am 20. Oktober 2022
4. ↑  Sagani, Rezension auf brettspiele-magazin.de; abgerufen am 20. Oktober 2022
5. ↑  Sagani, Rezension auf brettspielbox.de; abgerufen am 20. Oktober 2022
6. ↑  Ratings & Comments von Sagani in der Spieledatenbank BoardGameGeek (englisch); abgerufen am 19. Oktober 2022
7. ↑  Sagani auf yucata.de; abgerufen am 19. Oktober 2022